# Pentaschistis capillaris
Pentaschistis capillaris là một loài thực vật có hoa trong họ Hòa thảo. Loài này được (Stapf) McClean mô tả khoa học đầu tiên năm 1926.